# X-윙
X-윙 스타파이터(X-wing star fighter)는 영화 《스타 워즈》 중 스타 워즈 에피소드 4: 새로운 희망부터 스타 워즈 에피소드 6: 제다이의 귀환에 등장하는 가공의 전투기이다. 반란군 연합의 전투기이다. x-윙은 데스스타 1,2를 모두 폭발시켰다. 루크가 가장 뛰어난 파일럿이라고도 하는데, 웨지 안틸레스 역시 그 못지 않은 에이스 파일럿이었다.

## 개요
Industrial Light & Magic (ILM) 사의 Joe Johnston 이 스케치하고 Colin Cantwell 이 제작하여, 스타 워즈 에피소드 4: 새로운 희망에서 최초 등장한다. X-윙은 제국군의 TIE 파이터 보다 고전적으로 디자인 되었다. ILM 사는 다양한 크기의 모델을 제작하였으며, 날개마다 탑승자를 나타내는 표식을 새겨두었다.

## 활약

### 에피소드 4
루크가 반란군에 들어간 후 루크는 이 전투기를 타고 데스 스타를 공격한다. 그리고 데스스타 중심핵에 양자어뢰를 쏘아 데스스타의 중앙 컴퓨터를 연쇄반응을 만들며 데스스타를 파괴시킨다. 그리고 루크가 탑승한 전투기 이외에도 많은 X-윙 전투기가 야빈 전투에 사용되었다.

### 에피소드 5
호스 전투에서 패배한 저항군은 각자 흩어지고 요다를 만나러 대고바계로 가던 루크는 정글에 불시착해 루크의 X-윙은 물에 빠진다. 루크의 제다이 수련 중 요다는 이 전투기를 꺼내주고, 루크는 베스핀의 클라우드 시티로 향한다.

### 에피소드 6
루크는 이 전투기를 타고 요다를 만난 뒤 반란군 연합 회의실로 온다. 그리고 많은 X-윙들은 랜도 캘리시언의 지휘 아래 데스스타2 파괴에 힘쓴다. 엔도 행성의 발전소가 파괴되고 데스스타의 방어막이 뚫리자 밀레니엄 팰콘을 엄호하며 데스스타2를 파괴시키는 것을 돕는다.